# Guillaume-Antoine Olivier

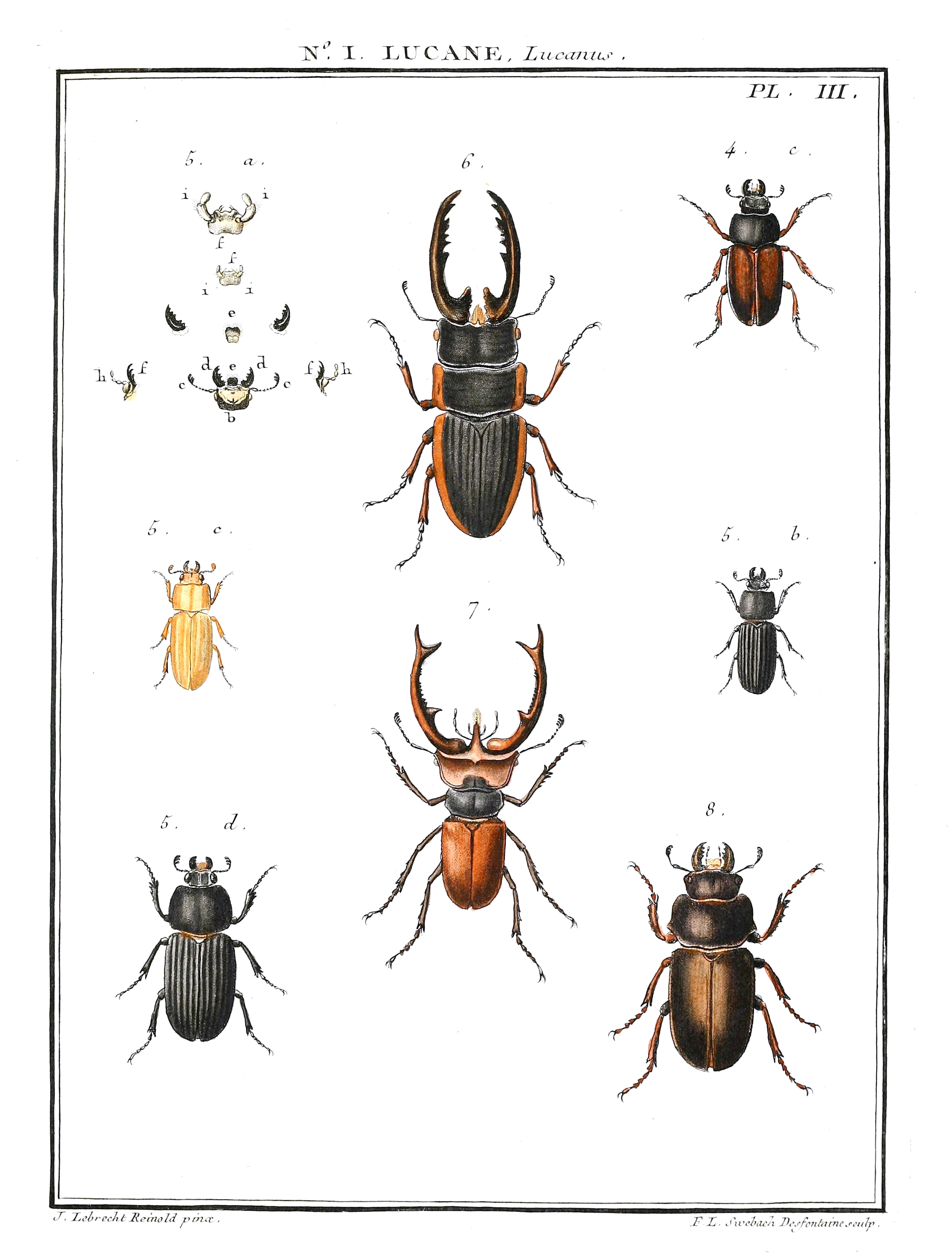
Entomologia, o storia naturale degli Insetti

Guillaume-Antoine Olivier (Les Arcs-sur-Argens, 19 gennaio 1756 – Lione, 7 ottobre 1814) è stato un entomologo e botanico francese.

## Biografia
Studiò medicina presso la Facoltà di Montpellier e scoprì le Scienze naturali venendo in contatto con Pierre Marie Auguste Broussonet (1761-1807). Esercitò quindi la medicina nella sua città (Arcs, presso Tolone), ma questa attività lo deluse. Fare il medico era per lui un lavoro senza interesse e anche poco remunerativo. Gigot d'Orcy, proprietario di una ricchissima collezione di minerali e di insetti, lo ingaggiò allora per andare a raccogliere esemplari di insetti nei Paesi Bassi, in Gran Bretagna e in altri Paesi.
Fu quest'incarico che gli permise di scrivere gli articoli sugli insetti e sui ragni per l'Enciclopedia metodica (10 volumi, 389 tavole) dal 1789 al 1825, e, più tardi, di redigere il suo imponente lavoro sui coleotteri:  "Entomologie ou Histoire naturelle des insectes, avec leurs charactères génériques et spécifiques, leur description, leur synonimye et leur figure enluminée" (6 volumi, 363 tavole) dal 1789 al 1808.
Compì anche un lungo viaggio di sei anni in Medio Oriente visitando l'Impero ottomano, la Persia e l'Egitto. Poté così mettere insieme una collezione considerevole di esemplari naturalistici e tornò in Francia nel 1798. La sua collezione è oggi conservata nel Museo nazionale di storia naturale di Francia, mentre una piccola parte di essa si trova nel Museo di Edimburgo.
Nel 1807 pubblicò il resoconto del suo viaggio: "Voyage dans l'Empire Ottoman, l'Egypte et la Perse" (3 volumi).
Divenne membro dell'Accademia delle Scienze di Parigi il 26 marzo 1800, divenendo poco dopo professore di zoologia alla Scuola veterinaria di Alfort. Fu buon amico di Johan Christian Fabricius (1745-1808) e protettore di Pierre André Latreille (1762-1832), in particolare durante il tormentato periodo della Rivoluzione.

## Opere
- "Entomologie ou Histoire naturelle des insectes, avec leurs charactères génériques et spécifiques, leur description, leur synonimye et leur figure enluminée" (6 volumi, 363 tavole). 1808.
- "Voyage dans l'Empire Ottoman, l'Egypte et la Perse, fait par ordre du gouvernement pendant lez six premières années de la République" (3 volumi). H. Agasse, Parigi. 1807.

| Olivier è l'abbreviazione standard utilizzata per le piante descritte da Guillaume-Antoine Olivier. Consulta l'elenco delle piante assegnate a questo autore dall'IPNI. |

| Oliv. (o Olivier) è l'abbreviazione standard utilizzata per le specie animali descritte da Guillaume-Antoine Olivier. Categoria:Taxa classificati da Guillaume-Antoine Olivier |